# Сол Кембел
Салзир Џеремаја Кембел (енгл. Sulzeer Jeremiah Campbell; 18. септембар 1974) енглески је фудбалски тренер и бивши фудбалер.

## Клупска каријера
Професионалну каријеру је почео у Тотенхему где је провео девет година и био капитен за време освајања Лига купа 1999. против Лестер Ситија. Године 2001. је заиграо у Арсеналу и тада је постао омражен међу навијачима Тотенхема због директног преласка код највећег ривала бившег клуба. Са Арсеналом је освојио два пута Премијер лигу, два пута ФА куп и стигао до финала Лиге шампиона 2005/06. када је и постигао једини гол за своју екипу. У августу 2006. је прешао у Портсмут где је провео три сезоне. Касније је играо за Нотс каунти и Њукасл јунајтед, са кратким повратком у Арсенал 2010. године.

## Репрезентативна каријера
За Репрезентацију Енглеске одиграо је 73 утакмице и постигао један погодак. Играо је на шест великих такмичења од којих су три Европска првенства (1996, 2000, 2004) и три Светска првенства (1998, 2002, 2006).

## Тренерска каријера
Од 2018. до 2019. године био је тренер клуба Маклсфилд таун, а касније Саутенд јунајтеда.

## Статистика каријере

### Репрезентативна
| Репрезентација | Година | Утакмице | Голови |
| -------------- | ------ | -------- | ------ |
| Енглеска       | 1996   | 3        | 0      |
| Енглеска       | 1997   | 9        | 0      |
| Енглеска       | 1998   | 12       | 0      |
| Енглеска       | 1999   | 5        | 0      |
| Енглеска       | 2000   | 8        | 0      |
| Енглеска       | 2001   | 5        | 0      |
| Енглеска       | 2002   | 10       | 1      |
| Енглеска       | 2003   | 4        | 0      |
| Енглеска       | 2004   | 8        | 0      |
| Енглеска       | 2005   | 2        | 0      |
| Енглеска       | 2006   | 3        | 0      |
| Енглеска       | 2007   | 4        | 0      |
| Укупно         | Укупно | 73       | 1      |

## Успеси
Тотенхем хотспер
- Енглески Лига куп: 1998/99.

Арсенал
- Премијер лига: 2001/02, 2003/04.[2]
- ФА куп: 2001/02, 2004/05.
- УЕФА Лига шампиона: финалиста 2005/06.

Портсмут
- ФА куп: 2007/08.

Енглеска до 19
- Европско првенство: 1993.

Индивидуални
- ПФА тим године у Премијер лиги: 1998/99, 2002/03, 2003/04.
- Ол стар састав: 2002.[4]
- Тим Европског првенства: 2004.[5]